# Культурный релятивизм
Культурный релятивизм — направление в антропологии, отрицающее этноцентризм европейско-американской системы оценок и признающее все культуры равными. Каждая культура является уникальной системой ценностей. Начало этому направлению заложил ещё Франц Боас, которое впоследствии продолжили его ученики.

## Основные понятия теории
1. Понятие «инкультурации», самостоятельности и полноценности каждой культуры. Все оценки, которые исходят из европейско-американской морали, относительны, релятивны: 
Рассмотрим, к примеру, жизнь одной семьи из Дагомеи (Западная Африка). Здесь, в одном посёлке, проживают один мужчина и его жёны. У мужчины свой дом. Свой дом и у каждой его жены с её детьми, согласно общему африканскому правилу, что две жены не уживутся под одной крышей. Каждая жена проводит четыре дня с общим мужем, готовит, стирает, спит в его доме и затем уступает очередь следующей. Её дети, однако, остаются в материнском доме. Во время беременности жена освобождается от своих обязанностей и, в идеале, в интересах собственного здоровья и здоровья ребёнка, не посещает своего супруга, пока ребёнок не родится и не окрепнет, то есть в течение трёх-четырёх лет… Таким образом, полигамия, если посмотреть на неё с точки зрения тех, кто её практикует, оказывается, содержит ценности, которые не видны со стороны. То же самое можно сказать и о моногамии, когда она подвергается нападкам с стороны тех, кто воспитывался в другой культурной среде. И этот вывод справедлив не только в вопросе о семье, но и во всех других. Моральные оценки всегда относительны и зависят от культурной среды, из которой они происходят.
2. Наличие у каждого народа «культурного фокуса» — существенной черты культуры у определённых этносов (например, у европейцев — технологии, меланезийцев — социального престижа и др.).
3. Несмотря на некоторые различия, у всех народов есть «универсалии» — черты, одинаковые для всех человеческих культур. Например, народное творчество проявляется по-разному, но цель его одна — стремление к красоте.
4. Отсюда следует, что нельзя вмешиваться в жизнь («культуру») других народов, «здесь велика роль антропологии (этнографии), которая должна защищать право каждого народа на самостоятельное развитие».

## Критика направления
Джеймс Рейчелз, давая оценку данной школе, замечает: 
Но институт брака — не единственное различие. Эскимосы, кроме того, с гораздо меньшим уважением относятся к человеческой жизни. Например, убийство младенцев — обычная практика. Кнуд Рассмуссен — один из первых исследователей эскимосов — сообщал о женщине, убившей 10 из своих 12 детей сразу после их рождения. Причём первыми кандидатами на уничтожение были девочки. Всё это было личным делом родителей и никак не осуждалось обществом. Стариков, когда они становились слишком слабыми, тоже оставляли на снегу умирать.

Отмечая некоторые несоответствия, Сергей Александрович Токарев пишет: 
Но ведь любую, даже самую правильную мысль можно довести до абсурда, если проводить её прямолинейно, отвлекшись от общей исторической связи явлений. Так и тут. Нетрудно сразу увидеть натяжки и несообразности, неизбежные при слишком одностороннем применении принципа «релятивизма» к конкретным фактам. Вполне признавая принцип равноправия народов, мы едва ли можем требовать уважения к таким «культурным ценностям», как обычай охоты за головами на Новой Гвинее, гладиаторские бои в Древнем Риме, костры инквизиции в средние века, концентрационные лагеря в фашистской Германии и т. п. «Ценность» ценности все-таки рознь.

## История культурного релятивизма
- Ф. Боас — «Ум первобытного человека» (вышла в 1928)
- М. Херсковиц — считается главным представителем данной школы — «Культурная антропология» (1948, 1955)
- А. Крёбер — « Антропология» (1948)
- Р. Бенедикт — «Хризантема и меч» (1946)
- Ф. С. Нортроп — «Философская антропология и практическая политика» (1960)